# Гелена Дойч
Гелена Дойч (до шлюбу Розенбах; 9 жовтня 1884 року — 29 березня 1982 року) — польська та американська науковиця, психоаналітикиня, колега Зиґмунда Фройда. Засновниця Віденського психоаналітичного інституту. У 1935 році емігрувала до Кембриджа, штат Массачусетс, де продовжувала практику. Одна з перших жінок-психоаналітиків, які спеціалізувалися на жіночій психології. Входила Американської академії мистецтв і наук.

## Ранні роки та освіта

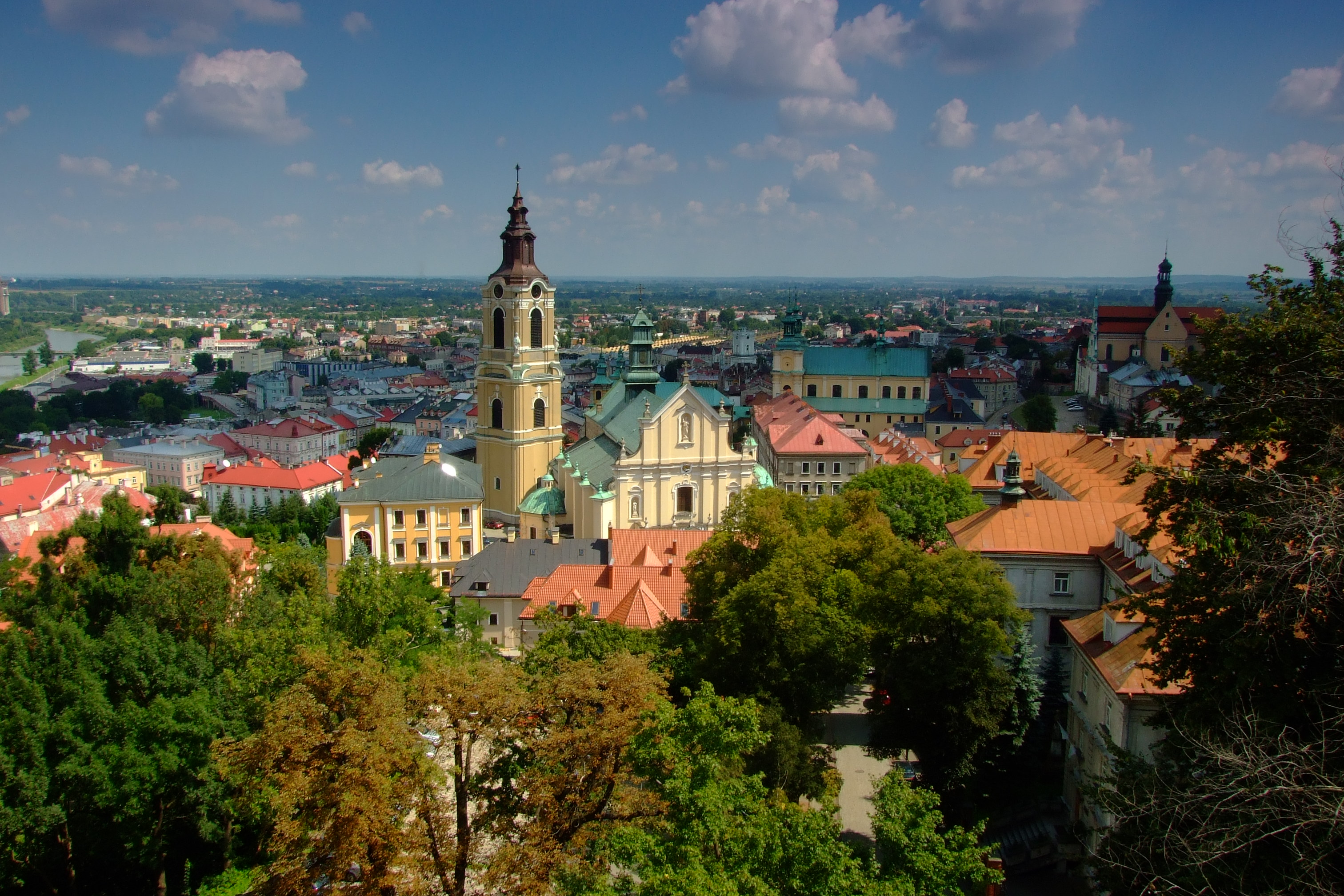
Перемишль

Гелена Дойч народилася в Перемишлі, тоді — Королівство Галичини та Володимирії, у батьків євреїв Вільгельма та Реґіни Розенбах 9 жовтня 1884 р. Хоча батько Дойч мав німецьку освіту, Гелена Розенбах відвідувала приватні польськомовні школи. Наприкінці 18 століття Польща була розділена Росією, Пруссією та Австрією; Гелена виросла в часи відроджуваного польського націоналізму та художньої творчості — «Молода Польща». Їй подобалися твори Фридерика Шопена та польська література; вона наполягала на своїй польській національній ідентичності, а Польщу вона та її брати й сестра вважали загарбаною. У молодості Гелена Розенбах брала участь у захисті соціалістичних ідеалів разом із Германом Ліберманом, польським політиком. Їхні стосунки тривали понад 10 років. З ним вона відвідала Міжнародну соціалістичну конференцію в 1910 році й зустріла багато ключових соціалістичних діячів, на кшталт харизматичних активісток Анжеліки Балабанової та Рози Люксембурґ.
Вивчала медицину та психіатрію у Відні та Мюнхені. Учениця, а згодом — помічниця Фройда, перша жінка, яка займалася психологією жінок. Після юнацького роману із соціалістичним лідером Германом Ліберманом Гелена Розенбах одружилася з доктором Феліксом Дойчем у 1912 році й, після низки викиднів, народила сина Мартіна. У 1935 році втекла з Німеччини, еміґрувавши до Кембриджа, США, куди через рік прибули її чоловік та син. Працювала там психоаналітикинею аж до своєї смерті в Кембриджі в 1982 році.

## Родина

### Батько
Дойч часто розповідала, що батько був її першим джерелом натхнення. Її батько, Вільгельм, був визначним єврейським юристом, «ліберал та спеціаліст із питань міжнародного права» в часи бурхливого поширення антисемітських акцій. Він зміг стати представником Королівства Галичини та Володимирії у Федеральному Суді Відня, а також першим євреєм, який представляв клієнтів у суді. Як і Фройда, клієнти відвідували Вільгельма в спеціальній кімнаті в його будинку, проте формально він мав і свою контору далеко від домівки. Гелена ідеалізувала свого батька й часто стежила за ним під час клієнтських відвідувань. Здатність слідкувати за діями батька привела Гелену до роздумів про становлення юристкою, проте це було до того, як вона зрозуміла, що жінкам заборонено займатися юридичною діяльністю. Це недопущення привело її до психолоґії, яка стала її довічною кар'єрою.
Напруження між Геленою та її батьком почало виявлятися ще в ранньому дитинстві дівчинки. Жага до навчання та зневага до життя, яке планувала їй мати, змусили Гелену звернутися до батька по допомогу, проте той не розділив її поглядів та відмовився сприяти здобуванню освіти після сповнення 14 років. У її праці — «Психологія Жінок» — Дойч пов'язує один з аспектів жіночого садомазохізму з її відданістю до свого батька та можливих наслідків подібної ідентифікації. Вона пише, що тати інколи розривають стосунки з доньками, коли ті наближаються до віку статевої зрілості. Дойч пізніше пояснила спротив її батька плазуванням перед дружиною й бажанням миру в домі.

### Матір
Стосунки Гелени з матір'ю Реґіною були віддаленими та прохолодними. Узагалі вона любила свого батька, а ось матір — ненавиділа. За словами Дойч, її матір «не поділяла жодного інтелектуального інтересу чоловіка», маючи повсякденні та матеріалістичні прагнення. Дойч стверджувала, що її матір була жорстокою: часто била, ляскала та вербально принижувала її. Гелена арґументувала агресію матері тим, що та хотіла не покарати її, а «дати вихід своїм емоціям» через те, що Гелена не була хлопчиком, якого так хотіла й очікувала мати. Гелена часто казала, що її дитинство було контрольоване непереборним занепокоєнням матері про соціальну пристойність та статус. Дойч вважала матір «некультурною, інтелектуально невпевненою та буржуазною». Безумовно були й часи, коли Гелена хотіла отримати материнську любов, проте так її й не отримала. Натомість відчуття материнської любові вона отримала від сестри — Мальвіни — та жінки по сусідству з любов'ю названою «Бліда Графиня». Гелена згадувала як протягом дитинства її «доглядали дев'ять нянь» й що вона «ненавиділа були залежної від неї [матері]» Ці почуття часто ставала причинами «мріяння про те, щоби хтось інший був її справжньою матір'ю».

### Брати / Сестри
Сестра Мальвіна, від якої вона отримувала материнську любов. Коли їхня мати вирішувала бити Гелену, саме Мальвіна попереджала про удари по голові. Однак Мальвіна була людиною з обмеженими поглядами щодо місця жінки в суспільстві. Від Гелени Дойч та її сестер очікувалося якнайскоріше одруження із соціально підхожими чоловіками. Попри закоханість Мальвіни в обдарованого скульптора та живописця, дівчину змусили одружитися з чоловіком, обраним її батьками.
Брат Омелян, замість братерської любові, діяв насильницьми методами. Коли Гелені було приблизно 4 роки, Омелян вчинив до неї сексуальне зловживання, і після цього впродовж усього дитинства завдавав їй страждань. У подальшому житті Дойч розглядала цю історію як «корінну причину її схильності не тільки потайки фантазувати, а ще й передавати ці фантазії як правду». Як єдиний син, Омелян мав бути явним спадкоємцем родини. Однак він виявився азартним гравцем, спекулянтом та непоказним студентом, розчаруванням родини. Протягом усього життя Гелена намагалася компенсувати дефекти брата, проте «вона ніколи не відчувала, що успішно зрівноважила недоліки брата та свої успіхи в очах мати», проте стала улюбленицею батька, змістивши з цієї позиції брата.

## Концепція «нібито» особистості
«Її найвідомішою клінічною концепцією була концепція особистості „нібито“ — поняття, яке дало їй змогу продемонструвати походження особливої здатності жінок солідаризуватися з іншими». Дойч виділила шизоїдних особистостей, які «здаються досить нормальними, оскільки їм вдалося замінити „псевдозв'язки“ різноманітних типів справжніми відчуттями контакту з іншими людьми; вони поводяться „так, ніби“ вони відчували глибокий зв'язок з іншими людьми … їхніми підробними псевдоемоціями». У ширшому сенсі вона вважала, що «загалом безпристрасна» людина, яка більш-менш уникає емоцій … може навчитися приховувати свою непридатність і поводитися «так, ніби» в них були справжні почуття і стосунки з людьми".
Побутує думка, що «схильність Гелени кохати, ототожнюючи себе з об'єктом, потім пізнавати зрадливість такого кохання та переходити до наступного об'єкта … з'ясовувалася нею ж під час досліджень на тему „нібито“ особистості». Дійсно, Ліза Аппіньянезі писала: "її мемуари інколи наповнюють людину відчуттям того, що вона пізнала в собі «нібито» особистість — спочатку жила як «нібито» соціалістка в ототожненні думок із Ліберманом; «нібито» консервативна дружина з Феліксом; «нібито» мати … потім «нібито» психоаналітикиня в ототожненні з Фройдом.

## Психологія жінок
«Гелена Дойч, яка хотіла прославитися за допомогою своїх праць на тему жіночої сексуальності», стала кимось на кшталт Тітоньки Саллі «у феміністичному оточенні … її ім'я було заплямоване тавром „мізоґінії“ Фройда, догідливою послідовницею якого вона претендувала стати». У 1925 році вона «стала першою психоаналітикинею, якій вдалося видати книгу про психологію жінок»; за словами Пола Роузена:
|  | Інтерес, який вона та Карен Горні продемонстрували на цю тематику, спонукав Фройда, який не любив залишатися позаду, написати велику кількість статей про жінок |

У його статті 1931 року про «Жіночу Сексуальність», Фройд схвально зрецензував:
|  | Гелена Дойч у своїй останній праці — щодо жіночого садомазохізму та його відношення до фригідності (1930) — зокрема виявляє фалічну активність дівчат та глибину відданості їхнім матерям |

У 1944–5 рр. Дойч опублікувала свою двотомну працю «Психологія жінок», присвячену "психологічному розвитку жінки … Том 1 стосується дівоцтва, статевого дозрівання та підліткового віку. Том 2 стосується материнства в різних аспектах, включаючи усиновительок, неодружених матерів, а також мачух. Перший том багатьма розглядався як «дуже чутлива книга досвідченої психоаналітикині … Другий том «Материнство» є не менш важливим та цінним». Можна сказати, що «панегірик Дойч про материнство зробив її справді популярною … але водночас спричинив негативну реакцію феміністичного руху на найближчі десятиліття», хоча феміністками вона також сприймалася як «протидійний апологет жіночого садомазохізму, що повторює катехизис, який розгяладає жінку як невдалу спробу при створенні чоловіка, знеціненою та заздрісною фалічною особистістю».
З плином часу з'явилася постфеміністична думка ー щодо Фройда, фемінізму та Дойч ー яка бере до уваги, що основна книга дослідниці «насичена співчутливим розумінням проблем, з якими стикаються жінки на всіх етапах свого життя». Дійсно, Дойч стверджувала, що «панівні проблеми її життя надзвичайно схожі з проблемами жінок, які брали участь у другій великій хвилі фемінізму в 1970-х: своєчасний опір … боротьба за незалежність та освіту … конфлікт між кар'єрними та родинними вимогами, амбівалентність щодо материнства, розкол між сексуальною та материнською жіночою ідентичністю». До того ж «щоби завершити паралель, психоаналітична зайнятість Дойч зводилися до ключових моментів жіночої сексуальності: менструація, дефлорація, статевий акт, вагітність, безпліддя, пологи, лактація, стосунки матері та дитини, менопауза — основний перелік питань будь-якого сучасного жіночого журналу ー перелік, який вона своїми працями певною мірою створила».

## Аналіз вагітності
У квітні 1912 р. Гелена Розенбах пошлюбила Фелікса Дойча. Після початку Першої світової війни вона пережила перший із багатьох викиднів. У «Психології жінок» Гелена Дойч обговорила концепцію спонтанного аборту та викидня внаслідок психологічних факторів, причім істотний фактор полягав у «неусвідомленій відмові вагітної жінки від ототожнення з власною матір'ю». Під псевдонімом пацієнтки на ім'я місис Сміт, вона розповідає історію жінки, у якої є проблеми з виношуванням дитини до кінця. Дойч писала, що місис Сміт була наймолодшою дитиною багатодітної родини, де проглядалося розчарування її матері, що вона не хлопчик. Однак Місис Сміт знаходила втіху у глибокій любові свого батька та старшої сестри. Коли вона одружилася та хотіла народити дитину, місис Сміт зазнала труднощів з примиренням її бажання з відторгненням її матері. Коли вона збиралася сама стати матір'ю, страх місис Сміт щодо ототожнення з матір'ю посилився. Цей страх втілився в життя, коли місис Сміт народила дитину за місяць до повного терміну.
Історія місис Сміт разюче схожа на її власну. Через історію місис Сміт Дойч стверджує, що успішна вагітність можлива, коли між матір'ю та дочкою існують любовні стосунки, які "успішно соціалізують дочок, аби ті самі стали матерями''. Віддзеркалюючи життя Гелени Дойч, проблема місис Сміт вирішується під час наступної вагітності, коли місис Сміт ототожнює себе з вагітною подругою, зокрема з матір'ю подруги. Дойч писала, що мати подруги була протилежністю матері місис Сміт. Вона була наповнена материнським теплом для обох місис Сміт та її власної доньки. Ця материнська любов, поділена з подругою, дозволила місис Сміт стати матір'ю. За словами Дойч, хоч здорові стосунки між матір'ю та дочкою були важливими для здорової вагітності, не менш важливою була здатність покладатися на подругу-жінку, яка могла виконувати роль суроґатної сестри для вагітної. Ця ідея посилюється, коли місис Сміт та її подруга знову завагітніли приблизно одночасно. Цього разу тривоги чи страху щодо вагітності не було, але у місис Сміт стався викидень, коли подруга переїхала. Діагнозом, за словами Дойч, було те, що місис Сміт страждала від «надмірної чутливості матки». Можна зробити висновок, що успішна вагітність може бути досягнута лише покладанням на іншу жінку.

## Зиґмунд Фройд та подальший період
У 1916 році Гелена Дойч домагалася допущення до сумнозвісних засідань Фройда Віденського психоаналітичного товариства, які проводилися щосереди ввечері. Умовою прийняття Дойч було коментування статті Лу Андреаси-Саломе "Вагінальні та анальні".
У 1919 році під наглядом Фройда Дойч почала досліджувати свого першого пацієнта Віктора Тауска, тоді як Фройд аналізував Гелену. Через три місяці на прохання Фройда вона припинила дослідження Тауска. Під час сеансів із Фройдом Дойч повідомляла, що "закохується у Фройда''. Вона також часто відчувала себе дочкою Фройда, стверджуючи, що Фройд надихав та розкрив її таланти. Однак вона стверджувала, що Фройд, як правило, занадто сильно зосереджувався на "її ототожненні з батьком" та романі з Ліберманом. В одному з досліджень із Фройдом Дойч уявляла, що в неї є як жіночі, так і чоловічі органи. Завдяки дослідженням із Фройдом вона виявила, що її особистість багато в чому визначалася її "бажанням дитинства бути одночасно найкрасивішою дочкою [свого] батька й найрозумнішим сином [матері]". Через рік Фройд припинив аналітичні сесії Гелени Дойч, щоби попрацювати з Людиною-Вовком.
Після виступу Карла Абрагама на тему жіночності, концепції заздрості жінок до пеніса та Едіпового комплексу під час Гаазького з'їзду 1920 р. Гелена Дойч припинила дослідження з Фройдом для роботи з Абрагамом. Під час Гаазького з'їзду вона презентувала свою роботу на тему "Психологія недовіри". У ньому вона стверджувала, що брехня — це захист від реальних подій, а також прояв творчості. У 1923 р. Дойч без чоловіка Фелікса та сина Мартіна переїхала до Берліна, щоби працювати з Абрагамом, у якого, на її думку, дослідження були ґрунтовнішими, ніж у Фройда. Дойч почувалася розслаблено, працюючи з Абрагамом, і насолоджувалася його "холоднокровним аналітичним стилем". Під час сесії з Дойч Абрагам показав їй лист Фройда на його адресу. У ньому Фройд стверджував, що тема шлюбу Гелени з Феліксом не повинна порушуватися під час аналізу. Лише пізніше Абрагам зізнався, що не був у змозі дослідити її, бо мав "сильні почуття до неї".
У 1924 році Дойч повернулася до Австрії з Берліна. Вона також повернулася до Фелікса та Фройда. Її подальші стосунки з Фройдом були дружніми, але часом натягнутими. Однак після смерті Фройда Дойч часто називала себе його тінню. Наступного року, у 1925 році, вона опублікувала «Психоаналіз жіночих сексуальних функцій». У ньому вона відійшла від фройдистської логіки. Вона стверджувала, що на фалічній стадії первинною ерогенною зоною дівчинки є "чоловікоподібний клітор", який загалом поступається чоловічому пенісу. Саме це усвідомлення неповноцінності клітора, писала Дойч, змушує дівчинку рости пасивною, духовною та уникати свою "сексуальну активність". 
Того ж року Дойч створила й стала першою президенткою Віденського Навчального Інституту. У 1935 році Гелена Дойч еміґрувала з родиною з Відня до Бостона, штат Массачусетс, де продовжувала працювати психоаналітикинею до своєї смерті в 1982 році.